# 三百峰国家公园
三百峰国家公园（皇家转写：Ut tha yan Haeng chat Khao Sam Roi Yot）是一座位于泰国班武里府的国家海洋公园。公园总面积为98.08km2，其中20.88km2为海域。该公园成立于1966年，还拥有泰国最大的淡水沼泽，也是泰国的第一座国家海洋公园。

## 地理
他念他翁山的一条石灰岩分支山脉绵延至泰國灣，石灰岩非常古老，甚至比喜馬拉雅山脈更加古老。山丘之间便是总面积约69km2淡水河流湿地。其中一些湿地成为了虾养殖基地，只有35km2是国家公园。其中约18km2的面积为湿地公约指定保护湿地。

## 地名
| 泰语 | 皇家转写   | 中文       | 语源     |
| ---- | ---------- | ---------- | -------- |
|      | ut-tha-yan | 公园       | 梵语     |
|      | haeng      | 从属介词   | 不明     |
|      | chat       | 国家、民族 | 梵语     |
|      | khao       | 山         | 不明     |
|      | sam        | 数字3      | 中古汉语 |
|      | roi        | 百         | 原始泰语 |
|      | yot        | 峰         | 原始泰语 |

公园名称的语源可能是字面意义“含有三百座山峰的山”。另有观点认为其语源来自一艘沉没中国古代戎克船逃生的300名船员，或者来自一种当地植物“sam roi yot”。

## 帕亚那空山洞

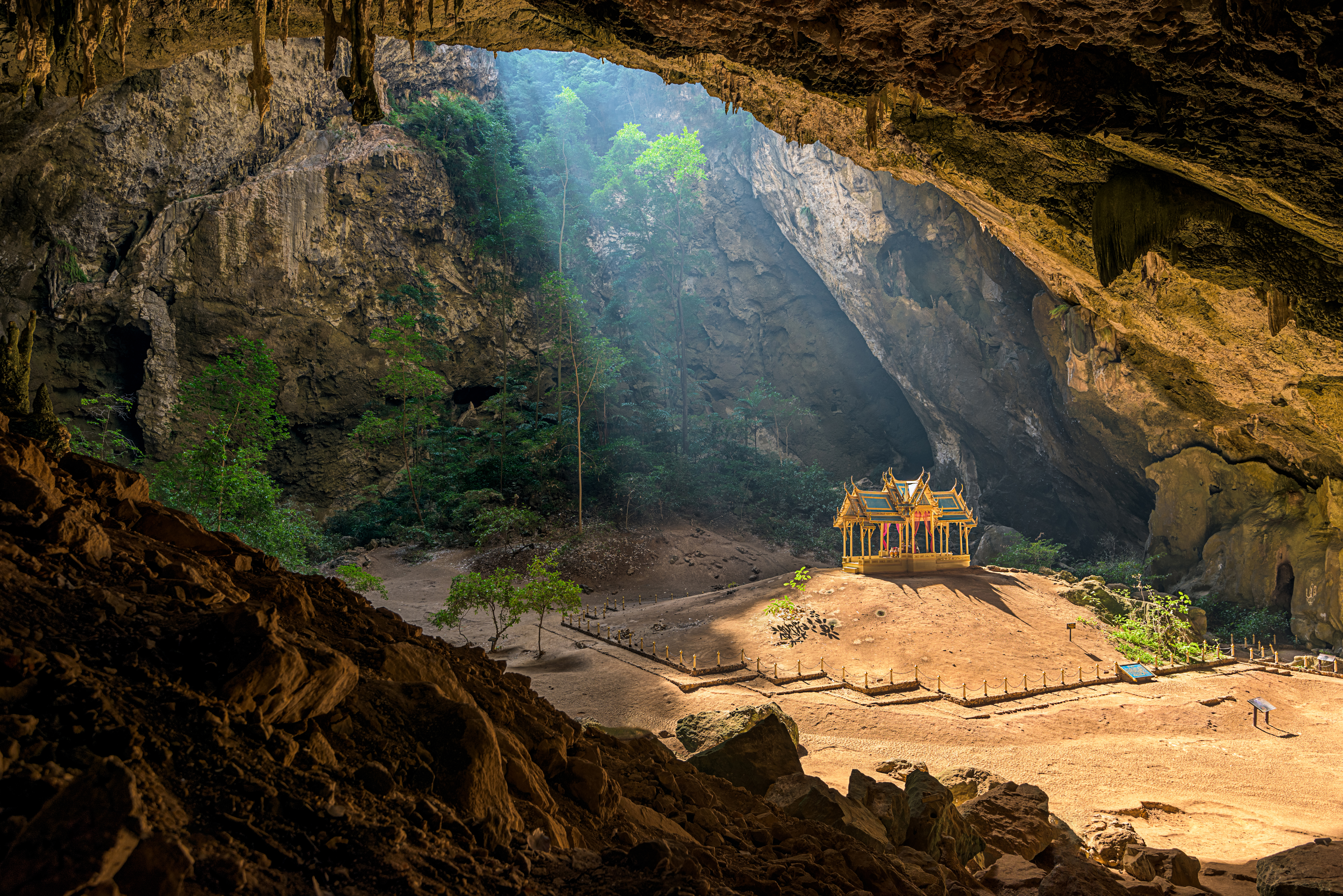
帕亚那空山洞的提喃酷卡路哈亭

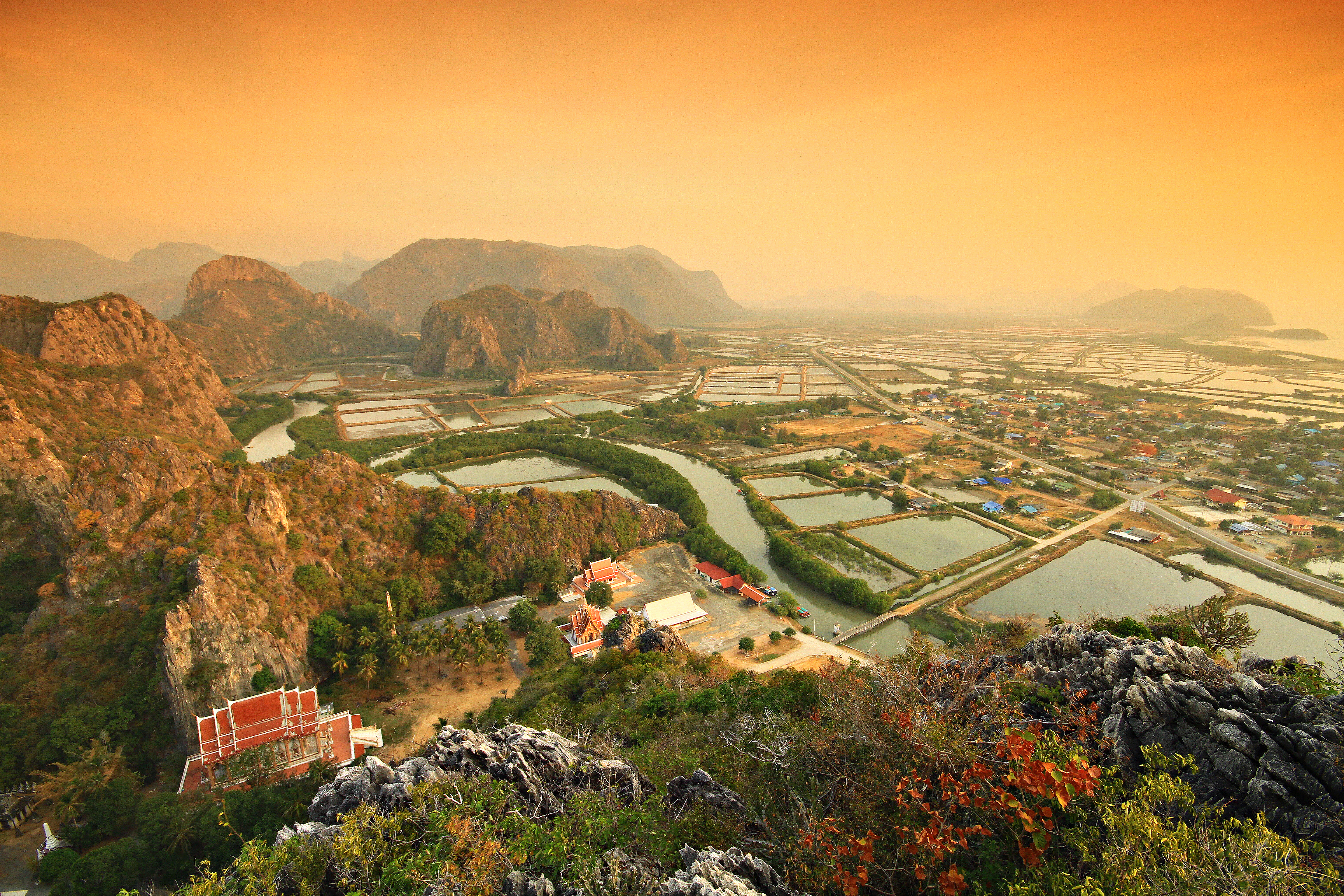
全景图

帕亚那空山洞（皇家转写：Phraya Nakhon）是位于公园管理处以北17km的一处洞穴。游客可以租一条船或爬山达到洞穴。现代泰国之父拉玛五世曾拜访过这里。
在洞的顶部，有一座被称为“死亡桥”的石桥，因为许多野生动物从桥下坠下死亡。洞顶上还有一个天然通光口，光线可从中通过口射入洞内，正好照在提喃酷卡路哈亭上。这是一座泰式的亭子，建成于泰王拉玛五世统治时期的1890年，其山形盖顶由国王亲自呈上。这个引人注目的景点已成为班武里府的标志，之后的拉玛六世和普密蓬·阿杜德等国王也参观了这里。

## 物种
公园里有各种各样的鸟类，包括许多翠鸟，如蓝翡翠、白领翡翠、绿鹭、白鹭和爪哇池鷺。在红树林中发现的野生动物有背眼虾虎鱼、招潮蟹、食蟹獼猴、槍蝦和牡蛎。公园内的珍稀动物包括鬣羚、鬱烏葉猴和漁貓。在海里还可以经常看到短吻海豚。

## 历史
三百峰地区可能是1868年8月18日拉玛四世国王邀请并接待欧洲客人观察日全食的地方。国王对天文学非常感兴趣，并计算了日食本身的日期和地点。事实上，他的计算比一批法国天文学家更加精准2秒。他可能在那次事件中感染了疟疾，并于当年10月去世。
三百峰国家公园正式成立于1966年6月28日，并于1982年4月1日进行了范围扩增。